# Troglochernes dewae
Troglochernes dewae är en spindeldjursart som först beskrevs av Beier 1967.  Troglochernes dewae ingår i släktet Troglochernes och familjen blindklokrypare. Inga underarter finns listade i Catalogue of Life.